# Собчак живьём
«Собча́к живьём» (с 2013 «Собчак») — российское ток-шоу, выходившее на телеканале «Дождь» с 8 февраля 2012 года по 18 октября 2017 года. Ведущая — Ксения Собчак.

## Описание
Телеведущая Ксения Собчак приглашает в студию различных известных личностей: политиков, предпринимателей, деятелей культуры и т. д. Вместе с ними ведущая говорит на острые общественно-политические темы, а также задаёт «неудобные» вопросы.

## Список выпусков
| №   | Дата показа           | Гость / Тема выпуска                                                              |
| --- | --------------------- | --------------------------------------------------------------------------------- |
| 1   | 8 февраля 2012 года   | Геннадий Зюганов                                                                  |
| 2   | 15 февраля 2012 года  | Владимир Жириновский                                                              |
| 3   | 22 февраля 2012 года  | Сергей Миронов                                                                    |
| 4   | 1 марта 2012 года     | Михаил Прохоров                                                                   |
| 5   | 7 марта 2012 года     | Станислав Говорухин                                                               |
| 6   | 15 марта 2012 года    | Сергей Удальцов                                                                   |
| 7   | 28 марта 2012 года    | Павел Ходорковский                                                                |
| 8   | 4 апреля 2012 года    | Пропажа Ксении Собчак. Как это было                                               |
| 9   | 11 апреля 2012 года   | Михаил Фридман                                                                    |
| 10  | 18 апреля 2012 года   | Алла Пугачёва                                                                     |
| 11  | 25 апреля 2012 года   | Иван Ургант                                                                       |
| 12  | 17 мая 2012 года      | Эдуард Лимонов                                                                    |
| 13  | 23 мая 2012 года      | Владимир Чуров                                                                    |
| 14  | 30 мая 2012 года      | Сергей Полонский                                                                  |
| 15  | 6 июня 2012 года      | Чулпан Хаматова                                                                   |
| 16  | 13 июня 2012 года     | Василий Якеменко                                                                  |
| 17  | 20 июня 2012 года     | Любовь Слиска                                                                     |
| 18  | 27 июня 2012 года     | Никита Джигурда                                                                   |
| 19  | 4 июля 2012 года      | Авдотья Смирнова                                                                  |
| 20  | 11 июля 2012 года     | Филипп Киркоров                                                                   |
| 21  | 18 июля 2012 года     | Мария Баронова и Митя Алешковский                                                 |
| 22  | 25 июля 2012 года     | Андрей Макаревич                                                                  |
| 23  | 10 октября 2012 года  | Скарлетт Йоханссон                                                                |
| 24  | 17 октября 2012 года  | Екатерина Самуцевич                                                               |
| 25  | 24 октября 2012 года  | Евгений Гришковец                                                                 |
| 26  | 31 октября 2012 года  | Милла Йовович                                                                     |
| 27  | 8 ноября 2012 года    | Алена Свиридова                                                                   |
| 28  | 14 ноября 2012 года   | Аркадий Мамонтов                                                                  |
| 29  | 21 ноября 2012 года   | Леонид Парфенов                                                                   |
| 30  | 28 ноября 2012 года   | Альбина Джанабаева                                                                |
| 31  | 5 декабря 2012 года   | Иван Вырыпаев                                                                     |
| 32  | 12 декабря 2012 года  | Валерия Новодворская                                                              |
| 33  | 19 декабря 2012 года  | Геннадий Хазанов                                                                  |
| 34  | 26 декабря 2012 года  | Иван Охлобыстин                                                                   |
| 35  | 10 января 2013 года   | Николай Цискаридзе                                                                |
| 36  | 14 января 2013 года   | Владимир Мединский                                                                |
| 37  | 24 января 2013 года   | Андрей Кураев                                                                     |
| 38  | 31 января 2013 года   | Кирилл Серебренников                                                              |
| 39  | 7 февраля 2013 года   | Владимир Легойда                                                                  |
| 40  | 14 февраля 2013 года  | Геннадий Онищенко                                                                 |
| 41  | 21 февраля 2013 года  | Александр Невзоров                                                                |
| 42  | 28 февраля 2013 года  | Александр Малис                                                                   |
| 43  | 7 марта 2013 года     | Мария Арбатова                                                                    |
| 44  | 14 марта 2013 года    | Илья Пономарёв                                                                    |
| 45  | 21 марта 2013 года    | Борис Гребенщиков                                                                 |
| 46  | 28 марта 2013 года    | Стивен Сигал                                                                      |
| 47  | 4 апреля 2013 года    | Григорий Явлинский                                                                |
| 48  | 11 апреля 2013 года   | Анатолий Лысенко                                                                  |
| 49  | 18 апреля 2013 года   | Артемий Троицкий                                                                  |
| 50  | 25 апреля 2013 года   | Валерия Гай Германика                                                             |
| 51  | 27 апреля 2013 года   | Филипп Дзядко, Тимофей Дзядко и Тихон Дзядко                                      |
| 52  | 16 мая 2013 года      | Михаил Шуфутинский                                                                |
| 53  | 23 мая 2013 года      | Михаил Куснирович                                                                 |
| 54  | 30 мая 2013 года      | Александр Гордон                                                                  |
| 55  | 6 июня 2013 года      | Ирена Лесневская                                                                  |
| 56  | 13 июня 2013 года     | Рубен Варданян                                                                    |
| 57  | 20 июня 2013 года     | Карен Шахназаров                                                                  |
| 58  | 27 июня 2013 года     | Светлана Курицына                                                                 |
| 59  | 11 июля 2013 года     | Ирина Антонова                                                                    |
| 60  | 19 июля 2013 года     | Гоша Куценко                                                                      |
| 61  | 22 июля 2013 года     | Алексей Навальный                                                                 |
| 62  | 25 июля 2013 года     | Сергей Митрохин                                                                   |
| 63  | 15 августа 2013 года  | Сергей Полонский (2-й раз)                                                        |
| 64  | 28 августа 2013 года  | Михаил Абызов                                                                     |
| 65  | 4 сентября 2013 года  | Алексей Венедиктов                                                                |
| 66  | 10 сентября 2013 года | Евгений Ройзман                                                                   |
| 67  | 11 сентября 2013 года | Майкл Макфол                                                                      |
| 68  | 25 сентября 2013 года | Виталий Милонов                                                                   |
| 69  | 2 октября 2013 года   | Сергей Шнуров                                                                     |
| 70  | 9 октября 2013 года   | Фёдор Бондарчук                                                                   |
| 71  | 16 октября 2013 года  | Михаил Пиотровский                                                                |
| 72  | 23 октября 2013 года  | Антонио Бандерас                                                                  |
| 73  | 30 октября 2013 года  | Маргарита Симоньян                                                                |
| 74  | 13 ноября 2013 года   | Алексей Пивоваров, Павел Костомаров и Александр Расторгуев                        |
| 75  | 20 ноября 2013 года   | Борис Акунин                                                                      |
| 76  | 27 ноября 2013 года   | Евгения Васильева                                                                 |
| 77  | 4 декабря 2013 года   | Илья Фарбер                                                                       |
| 78  | 11 декабря 2013 года  | Братья Кличко                                                                     |
| 79  | 18 декабря 2013 года  | Иосиф Кобзон                                                                      |
| 80  | 22 декабря 2013 года  | Михаил Ходорковский                                                               |
| 81  | 25 декабря 2013 года  | Надежда Толоконникова и Мария Алёхина                                             |
| 82  | 9 января 2014 года    | Григорий Лепс                                                                     |
| 83  | 25 января 2014 года   | Илья Ярошенко                                                                     |
| 84  | 29 января 2014 года   | Ирина Слуцкая                                                                     |
| 85  | 12 февраля 2014 года  | Олег Тягнибок                                                                     |
| 86  | 20 февраля 2014 года  | Лолита Милявская                                                                  |
| 87  | 26 февраля 2014 года  | Евгений Плющенко                                                                  |
| 88  | 27 февраля 2014 года  | Илья Авербух                                                                      |
| 89  | 20 марта 2014 года    | Константин Затулин                                                                |
| 90  | 2 апреля 2014 года    | Михаил Гусман                                                                     |
| 91  | 9 апреля 2014 года    | Александр Любимов                                                                 |
| 92  | 16 апреля 2014 года   | Даниил Гранин                                                                     |
| 93  | 30 апреля 2014 года   | Алексей Учитель                                                                   |
| 94  | 14 мая 2014 года      | Фанни Ардан                                                                       |
| 95  | 21 мая 2014 года      | Александр Лукашенко                                                               |
| 96  | 28 мая 2014 года      | Юрий Норштейн                                                                     |
| 97  | 4 июня 2014 года      | Фабио Капелло                                                                     |
| 98  | 11 июня 2014 года     | Геннадий Кернес                                                                   |
| 99  | 18 июня 2014 года     | Александр Добровинский и Юлия Барановская                                         |
| 100 | 25 июня 2014 года     | Егор Просвирнин                                                                   |
| 101 | 2 июля 2014 года      | Юрий Колокольников                                                                |
| 102 | 9 июля 2014 года      | Константин Богомолов                                                              |
| 103 | 15 августа 2014 года  | Смерть в конце тоннеля. Ксения Собчак провела расследование трагедии в метро      |
| 104 | 21 августа 2014 года  | Владимир Жириновский (2-й раз)                                                    |
| 105 | 11 сентября 2014 года | Люк Бессон                                                                        |
| 106 | 17 сентября 2014 года | Павел Крашенинников                                                               |
| 107 | 25 сентября 2014 года | Леонид Ярмольник                                                                  |
| 108 | 1 октября 2014 года   | Сергей Соловьёв                                                                   |
| 109 | 4 октября 2014 года   | Эдгар Ринкевич                                                                    |
| 110 | 8 октября 2014 года   | Сергей Минаев                                                                     |
| 111 | 15 октября 2014 года  | Николай Басков                                                                    |
| 112 | 22 октября 2014 года  | Жора Крыжовников                                                                  |
| 113 | 6 ноября 2014 года    | Людмила Нарусова                                                                  |
| 114 | 13 ноября 2014 года   | Александр Бородай                                                                 |
| 115 | 15 ноября 2014 года   | Михаил Задорнов                                                                   |
| 116 | 26 ноября 2014 года   | Максим Ноготков                                                                   |
| 117 | 11 декабря 2014 года  | Мария Максакова                                                                   |
| 118 | 17 декабря 2014 года  | Олег Вьюгин                                                                       |
| 119 | 24 декабря 2014 года  | Владимир Познер                                                                   |
| 120 | 1 января 2015 года    | Ксения Собчак (интервью Владимиру Познеру)                                        |
| 121 | 7 января 2015 года    | Тимати                                                                            |
| 122 | 15 января 2015 года   | Андрей Звягинцев                                                                  |
| 123 | 22 января 2015 года   | Алексей Волин                                                                     |
| 124 | 29 января 2015 года   | Олег Царев                                                                        |
| 125 | 2 февраля 2015 года   | Анатолий Горлов (муж Светланы Давыдовой)                                          |
| 126 | 11 февраля 2015 года  | Иосиф Пригожин                                                                    |
| 127 | 19 февраля 2015 года  | Дмитрий Довгий                                                                    |
| 128 | 28 февраля 2015 года  | Илья Яшин                                                                         |
| 129 | 25 марта 2015 года    | Джен Псаки                                                                        |
| 130 | 30 марта 2015 года    | Александр Роднянский                                                              |
| 131 | 6 апреля 2015 года    | Андрей Орлов                                                                      |
| 132 | 27 апреля 2015 года   | Наталья Синдеева                                                                  |
| 133 | 6 мая 2015 года       | Адам Михник                                                                       |
| 134 | 14 мая 2015 года      | Виктор Шкулёв                                                                     |
| 135 | 27 мая 2015 года      | Николай Картозия и Антон Желнов                                                   |
| 136 | 4 июня 2015 года      | Демьян Кудрявцев                                                                  |
| 137 | 10 июня 2015 года     | Михаил Саакашвили                                                                 |
| 138 | 18 июня 2015 года     | Нюта Федермессер                                                                  |
| 139 | 22 июня 2015 года     | Олег Дерипаска                                                                    |
| 140 | 25 июня 2015 года     | Сергей Пугачёв (часть 1)                                                          |
| 141 | 1 июля 2015 года      | Сергей Пугачёв (часть 2)                                                          |
| 142 | 9 июля 2015 года      | Захар Прилепин                                                                    |
| 143 | 16 июля 2015 года     | Олег Басилашвили                                                                  |
| 144 | 30 июля 2015 года     | Анатолий Торкунов                                                                 |
| 145 | 5 августа 2015 года   | Михаил Зельман                                                                    |
| 146 | 3 сентября 2015 года  | Герман Стерлигов                                                                  |
| 147 | 10 сентября 2015 года | Зельфира Трегулова                                                                |
| 148 | 17 сентября 2015 года | Валентин Юдашкин                                                                  |
| 149 | 30 сентября 2015 года | Василий Уткин                                                                     |
| 150 | 13 октября 2015 года  | группа «Кровосток»                                                                |
| 151 | 14 октября 2015 года  | Виктория Исакова                                                                  |
| 152 | 22 октября 2015 года  | Михаил Турецкий                                                                   |
| 153 | 29 октября 2015 года  | Наталья Потанина                                                                  |
| 154 | 5 ноября 2015 года    | Ирина Прохорова                                                                   |
| 155 | 12 ноября 2015 года   | Максим Шевченко                                                                   |
| 156 | 19 ноября 2015 года   | Глюкоза и Александр Чистяков                                                      |
| 157 | 3 декабря 2015 года   | Павел Астахов                                                                     |
| 158 | 9 декабря 2015 года   | Василий Сигарев                                                                   |
| 159 | 17 декабря 2015 года  | Станислав Шушкевич                                                                |
| 160 | 30 декабря 2015 года  | Вася Обломов                                                                      |
| 161 | 13 января 2016 года   | Сергей Лисовский                                                                  |
| 162 | 21 января 2016 года   | Геннадий Бурбулис                                                                 |
| 163 | 27 января 2016 года   | Лев Шлосберг                                                                      |
| 164 | 3 февраля 2016 года   | Анатолий Вассерман                                                                |
| 165 | 17 февраля 2016 года  | Леонид Барац и Ростислав Хаит                                                     |
| 166 | 24 февраля 2016 года  | Гавриил Попов                                                                     |
| 167 | 16 марта 2016 года    | Мило Джуканович                                                                   |
| 168 | 30 марта 2016 года    | Лия Ахеджакова                                                                    |
| 169 | 14 апреля 2016 года   | Вадим Самойлов                                                                    |
| 170 | 27 апреля 2016 года   | Леонид Парфёнов                                                                   |
| 171 | 18 мая 2016 года      | Светлана Журова                                                                   |
| 172 | 25 мая 2016 года      | Сергей Ястржембский                                                               |
| 173 | 8 июня 2016 года      | Дмитрий Маликов                                                                   |
| 174 | 15 июня 2016 года     | Ольга Полонская (Дерипаско)                                                       |
| 175 | 29 июня 2016 года     | Андрей Смирнов                                                                    |
| 176 | 6 июля 2016 года      | Мария Гайдар                                                                      |
| 177 | 13 июля 2016 года     | Роман Худяков                                                                     |
| 178 | 20 июля 2016 года     | Владимир Жириновский (3-й раз)                                                    |
| 179 | 27 июля 2016 года     | Вячеслав Фетисов                                                                  |
| 180 | 2 августа 2016 года   | Борис Титов                                                                       |
| 181 | 10 августа 2016 года  | Олег Тиньков                                                                      |
| 182 | 31 августа 2016 года  | Алексей Немерюк                                                                   |
| 183 | 7 сентября 2016 года  | Дмитрий Энтео                                                                     |
| 184 | 14 сентября 2016 года | Аскар Акаев                                                                       |
| 185 | 21 сентября 2016 года | Дмитрий Гудков                                                                    |
| 186 | 5 октября 2016 года   | Алексей Пивоваров                                                                 |
| 187 | 13 октября 2016 года  | Сергей Шаргунов                                                                   |
| 188 | 19 октября 2016 года  | Андрей Васильев                                                                   |
| 189 | 28 октября 2016 года  | Демьян Кудрявцев                                                                  |
| 190 | 10 ноября 2016 года   | Ярослав Нилов                                                                     |
| 191 | 16 ноября 2016 года   | Павел Лунгин                                                                      |
| 192 | 21 декабря 2016 года  | Орнелла Мути                                                                      |
| 193 | 29 декабря 2016 года  | Алексей Венедиктов                                                                |
| 194 | 18 января 2017 года   | Александр Бречалов                                                                |
| 195 | 25 января 2017 года   | Дмитрий Якубовский                                                                |
| 196 | 9 февраля 2017 года   | Александр Глазастиков (член хакерской группировки «Шалтай-Болтай»)                |
| 197 | 1 марта 2017 года     | Татьяна Лазарева                                                                  |
| 198 | 10 марта 2017 года    | Евгения Чудновец                                                                  |
| 199 | 16 марта 2017 года    | Владимир Познер (2-й раз)                                                         |
| 200 | 29 марта 2017 года    | Алексей Красовский                                                                |
| 201 | 12 апреля 2017 года   | Виталий Милонов (2-й раз)                                                         |
| 202 | 26 апреля 2017 года   | Сергей Филин                                                                      |
| 203 | 17 мая 2017 года      | Дмитрий Муратов                                                                   |
| 204 | 24 мая 2017 года      | Александр Чигиринский                                                             |
| 205 | 8 июня 2017 года      | Алексей Навальный (2-й раз)                                                       |
| 206 | 14 июня 2017 года     | Элла Памфилова                                                                    |
| 207 | 21 июня 2017 года     | Виктор Батурин                                                                    |
| 208 | 18 октября 2017 года  | Первое интервью кандидата в президенты Ксении Собчак (Ведущая — Наталья Синдеева) |